# Yulong, Chongqing
Yulong (kinesiska: 玉龙) är en köping i sydvästra Kina. Den ligger i stadsdistriktet Dazu i storstadsområdet Chongqing, omkring 74 kilometer väster om det centrala stadsdistriktet Yuzhong. Antalet invånare är 16 072. Befolkningen består av 7 723 kvinnor och 8 349 män. Barn under 15 år utgör 18,0 %, vuxna 15-64 år 70 %, och äldre över 65 år 11,0 %.